# Barthélemy Amengual
Barthélemy Amengual, né le 22 octobre 1919 à Alger et mort le 17 août 2005 à Valence, Drôme, est un essayiste et critique de cinéma français.

## Biographie
Après la Seconde Guerre mondiale, il participe aux mouvements d’éducation populaire et à la création de ciné-clubs. Il collabore à la rédaction du journal culturel du Parti communiste algérien. En France, André Bazin et Bernard Chardère soutiennent ses premiers travaux sur Jacques Tati et Sergueï Eisenstein. Instituteur, animateur de ciné-club et ardent partisan de l'indépendance de l'Algérie, il quitte ce pays en 1968 pour s'installer à Paris.
Il écrit de nombreux articles dans diverses revues (Les Cahiers du cinéma, Positif, L'Écran français, Jeune cinéma, CinémAction…) ; beaucoup sont repris dans son anthologie Du réalisme au cinéma (Nathan, 1997) primée par le Syndicat français de la critique de cinéma. Outre des études sur les stars, le néoréalisme italien ou le cinéma néo-brésilien, on lui doit aussi d'utiles Clés pour le cinéma.